# Le Patriote français
Pour les articles homonymes, voir Le Patriote.
Le Patriote français (en orthographie originale Le Patriote françois) est un journal créé par Jacques Pierre Brissot paru régulièrement du 28 juillet 1789 au 2 juin 1793. Qualifié de « pièce maîtresse de l'histoire de la Révolution » dans le Dictionnaire historique d'Albert Soboul, il a eu notamment un grand rôle dans la propagande pour la déclaration de guerre de 1792.

## Historique

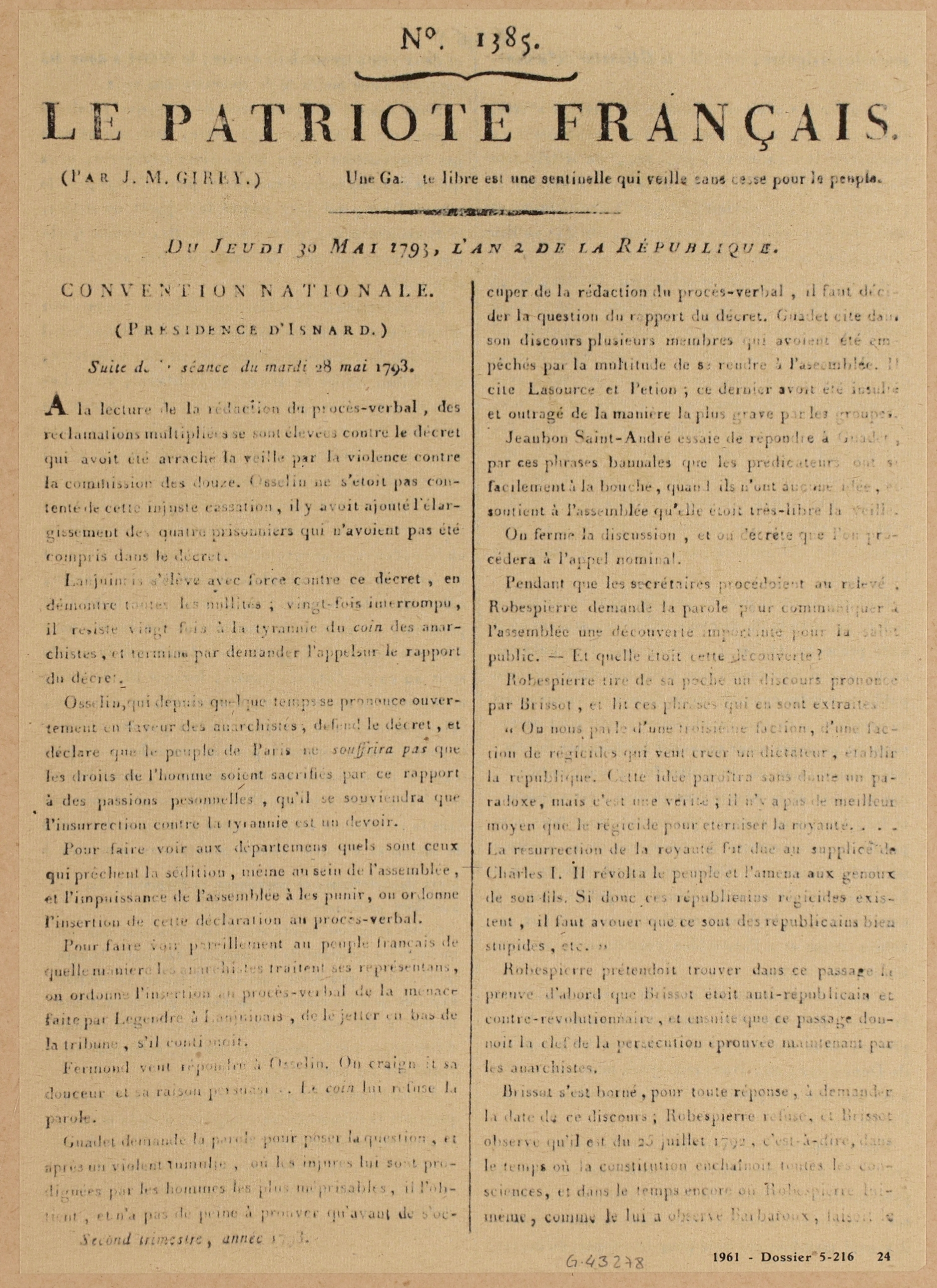
Exemplaire du jeudi 30 mai 1793.

Un prospectus du 16 mars 1789 informait la population de la façon suivante : « Nous nous proposons de publier un journal politique, national, libre, indépendant de la censure et de toutes pièces d'influence ». Pour sa vigueur dans ses propos, Jacques Pierre Brissot fut recherché par la police du roi, il ne put faire paraître qu'un seul numéro avant la réunion des états généraux.
De ce journal, Jacques Pierre Brissot fit une tribune des idées révolutionnaires, il y rendait compte d'une façon très vivante des débats qui avaient lieu à l'Assemblée, il demanda le concours de Condorcet, Étienne Clavière, Henri Grégoire, ainsi que Jérôme Pétion et bien d'autres députés. 

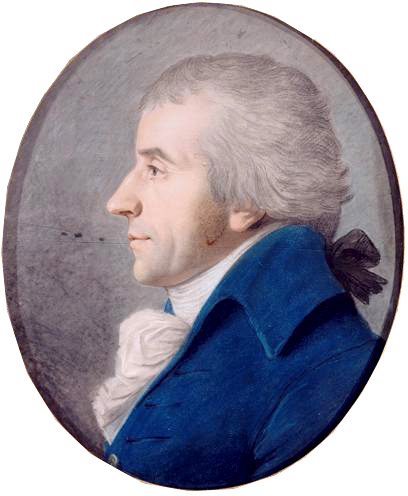
Jacques-Pierre Brissot, fondateur du journal.

À partir d'octobre 1791, Brissot confie entièrement son journal à Girey-Dupré, pour se concentrer sur son mandat de député, avant de reprendre la rédaction du compte-rendu de l'Assemblée au 1er janvier 1792. Le Patriote français  « jusqu'alors considéré comme un organe national, pouvait bien [...] ne plus être considéré que comme la tribune d'un parti qui ne tarda pas à s'appeler parti Brissot, et, plus tard, parti des Brissotins. »
C'est ainsi qu'il enclenche une campagne vigoureuse pour la guerre, entretenant une « psychose de guerre » dénonçant la menace émigrée et étrangère. L'équipe de rédaction opère un crescendo dans le discours en partant des émigrés, passant par les princes allemands pour atteindre l'empereur. Cette politique mènera à la déclaration de guerre du 20 avril 1792.

## Extraits
Suivi de ses dévôts

de sa cour entouré

Le dieu des sans-culottes

Robespierre est entré

Je vous dénonce tous, cria l'orateur blême

Jésus ! Ce sont des intrigants :

Ils se prodiguent un encens

Qui n'est dû qu'à moi-même »
— Le Patriote français, 31 janvier 1793.

## Sources
- Jean Tulard, Jean-François Fayard et Alfred Fierro, Histoire et dictionnaire de la Révolution française. 1789-1799, Paris, éd. Robert Laffont, coll. « Bouquins », 1987, 1998 [détail des éditions] (ISBN 978-2-221-08850-0)